# A Perfect Ganesh
A Perfect Ganesh è un'opera teatrale del drammaturgo statunitense Terrence McNally, debuttata a New York nel 1993. La pièce fu candidata al Premio Pulitzer per la drammaturgia.

## Trama
In cerca della pace interiore, le amiche di mezz'età Katherine Brynne e Margaret Civil decidono per partire per l'India, una meta alternativa al loro annuale viaggio ai Caraibi. Hanno scelto proprio l'India per cercare di guarire dalla perdita dei propri figli in un clima mistico e spirituale. Là incontrano il dio Ganesh nella forma della loro guida turistica. La divinità le condurrà in un viaggio inaspettato con situazioni impreviste e ricche di insegnamenti spirituali.

## Produzioni
A Perfect Ganesh debuttò al Manhattan Theatre Club dell'Off Broadway il 4 giugno 1993 e rimase in cartellone per 123 repliche, fino al 19 settembre 1993. Diretto da John Tillinger, il drama comprendeva nel cast Frances Sternhagen (Margaret), Zoe Caldwell (Katherine),  Fisher Stevens (l'Uomo) e Dominic Cuskern (Ganesha).